# Kreuger & Toll

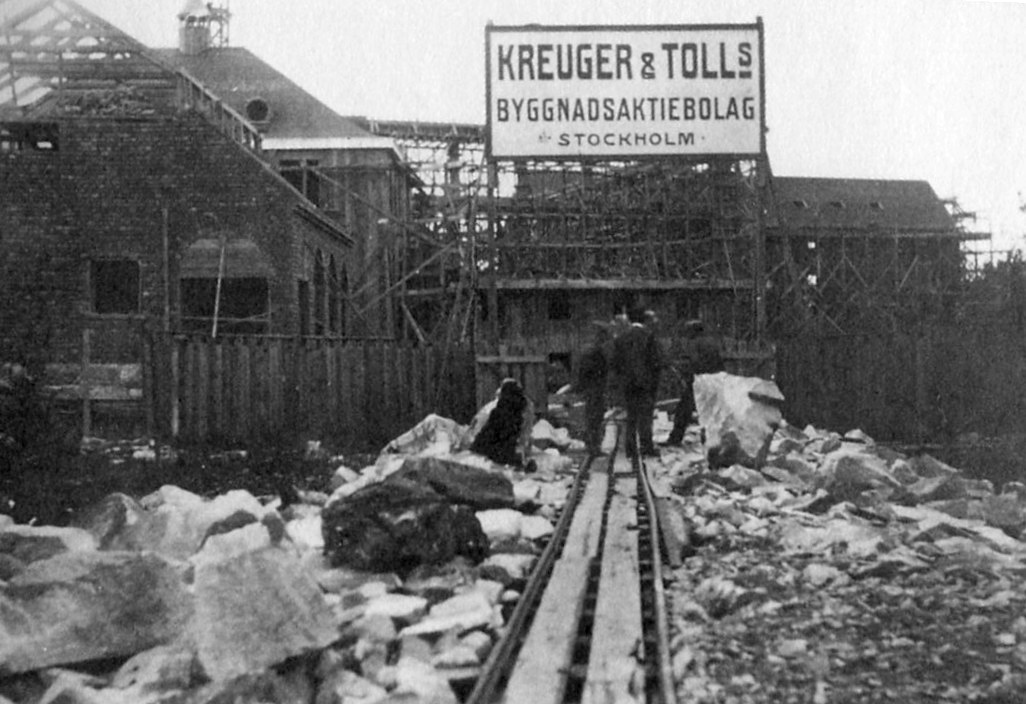
Firmans byggskylt på byggarbetsplatsen för Filmstaden i Råsunda 1919.

Kreuger & Toll grundades ursprungligen som ett byggbolag den 18 maj 1908 av Ivar Kreuger och Paul Toll med den förstnämndes kusin Henrik Kreüger som konsult där han fungerade som chefsingenjör och specialist inom området armerad betong. 

## Bakgrunden till grundandet av Kreuger & Toll

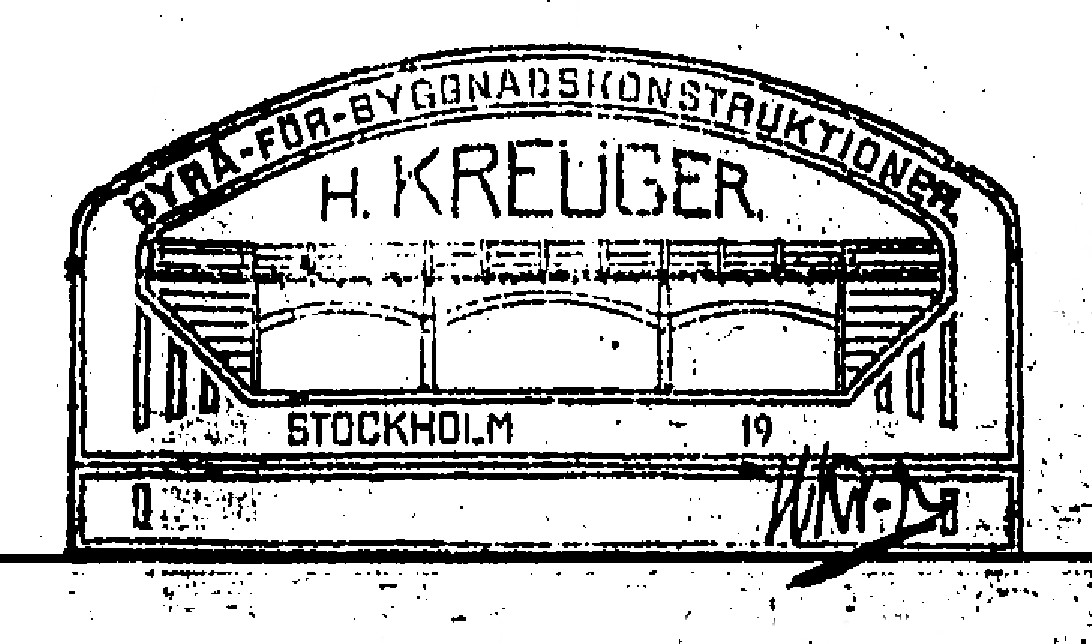
Ritningsstämpel på en konstruktionsritning för NK-varuhuset, 1913.

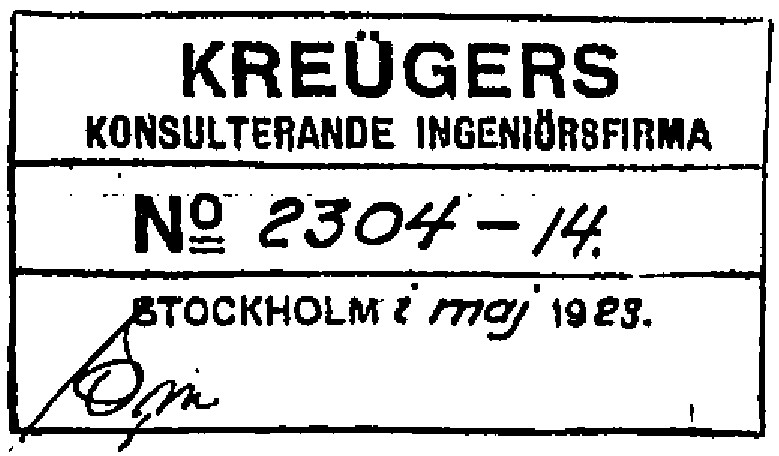
Ritningsstämpel på en konstruktionsritning för Konserthuset, 1923.

När Ivar Kreuger efter att ha vistats sju år utomlands kom hem till Sverige vid jultid 1907 hade han lyckats bli representant för de byggsystem med bakomliggande patent enligt Julius Kahn som lanserades av det amerikanska företaget Trussed Concrete Steel Co. och hans föresats var att lansera detta på bred front. Inledningsvis diskuterade han en firmabildning ihop med sin kusin Henrik Kreüger på KTH. Paul Toll och Ivar Kreuger sammanfördes under samma tid av Henrik Kreüger som Toll tidigare hade anlitat i byggtekniska frågor. Henrik Kreuger var vid denna tid, omkring 1907-1908 assistent på KTH på sektionen för väg och vatten och dess främste expert på betongbyggnadsteknik där man tidigt under 1906 diskuterat användningen av armerad betong och förstärkningssystem inom byggbranschen. Ivar Kreuger erbjöd Paul Toll att bli kompanjon i en firma han avsåg starta. 
Paul Toll, som arbetade på byggnadsföretaget Kasper Höglund AB, var till en början tveksam till ett kompanjonskap i ett nystartat företag med den osäkerhet som fanns inom byggbranschen, men blev efterhand mer säker genom det stöd i tekniska frågor som Henrik Kreüger lovat kunna bidra med som konsulterande ingenjör och familjen Kreugers möjligheter till finansiellt stöd i ett uppbyggnadsskede genom sina tändsticksföretag i Kalmartrakten. Han skrev i ett brev till sin far, Karl Toll, daterat den 23 mars 1908, om sin första bekantskap med Ivar Kreuger; "Från en 7-årig praktik som konstruktör i Amerika har ing. Kreuger, så är namnet, konstruerat och uppfört en massa armerade betongarbeten på skilda platser i världen. Han har nu erbjudit mig att bli hans kompanjon". Kort därefter, den 28 mars skickade Erik Kreüger,  på uppdrag av Henrik Kreüger ett brev till sin gode vän från tiden i Linköping Oscar Rydbeck på Härnösands enskilda bank där han frågade om han kunde utverka ett lån för en firma som Henrik och Ivar Kreuger skulle starta. Den tilltänkta firmabildningen kom emellertid att bestå av enbart Ivar och Paul.
Anledningen till att Henrik Kreüger inte kom med i firman Kreuger & Toll, fast han insisterat på att få vara med och även lovat bidra med startkapital, var att Ivar och Paul ansåg att det var osäkert om firman till en början skulle kunna försörja fler än två fast anställda personer och Ivar föredrog tydligen att grunda firman ihop med Paul Toll som redan vid den tiden hade flerårig erfarenhet från byggbranschen i praktisk verksamhet som byggledare och arbetsledare, något som Henrik Kreüger saknade. I april 1908 hade Paul definitivt bestämt sig för att bli kompanjon med Ivar och avsluta sin anställning på Kasper Höglund AB. Han skrev ett långt brev till sin far den 4 april där han bekräftar sitt beslut och skrev dessutom; "Till slut vill jag även anföra att jag på inga villkor vill stöta mig med Farbror Höglund utan skall försöka så gott jag kan, att skiljas från honom som en vän och kanske även då ha utsikt om senare angenämt samarbete som fredliga konkurrenter".
Delägarskapet mellan Ivar och Paul var 60/40 och vinstdelning 50/50. Ivar Kreuger stod för hela bolagskapitalet som uppgick till 10 000 kronor. Startkapitalet utgjorde en del av ett lån som Ivar Kreuger hade utverkat från Härnösands enskilda bank som 1908 leddes av Oscar Rydbeck.

## Kreuger & Toll blir aktiebolag och delas
Byggbolaget Kreuger & Toll övergick till aktiebolagsform den 10 augusti 1911 och senare 1917 skedde ett namnbyte på byggdelen till Kreuger & Toll Byggnads AB med Paul Toll som huvudägare och VD i samband med delningen av bolaget. Huvudbolaget kontrollerat av Kreuger blev ett holdingbolag med namnet Kreuger & Toll AB. I samband med delningen grundades också Svenska Tändsticks Aktiebolaget. Att man inte helt bytte namn på byggbolaget har ansetts bero på att man ville utnyttja det goda renommé som namnet 'Kreuger' hade gett under 1910-talet.

### Styrelseledamöter i Kreuger & Toll Byggnads AB
I styrelsen för byggbolaget ingick från början följande personer:
- Paul Toll
- Nils Ahlström (född 1881)[9]
- Anders Brask
- Emil Hallmén

Ivar Kreuger var inte med i styrelsen för detta bolag. Paul Toll ägde 60% av aktierna i byggbolaget omkring 1920 och 66% omkring 1930. Ivar Kreuger ägde en mindre aktiepost via ett av företagen i holdingbolaget Kreuger & Toll AB, förmodligen via fastighetsbolaget Hufvudstaden AB som Kreuger grundade 1915 och som beställde sina byggprojekt hos Kreuger & Toll Byggnads AB. 1920 uppgick antalet anställda i byggbolaget till 29 stycken varav 13 var byggnadsingenjörer. Merparten av den arbetskraft som användes vid själva byggnationerna hyrdes in. Byggföretaget kom så småningom att bli ett av de ledande byggföretagen i Sverige fram till Kreugerkraschen 1932 med byggprojekt inom de flesta områden som grundläggning, husbyggnad, broar, vattenkraftsanläggningar, dammar och kajanläggning. 
Företaget genomgick en rad ombildningar på slutet av 1940-talet och in på 1950-talet och förvärvades slutligen av Lundbergkoncernen 1968.

### Styrelseledamöter i holdingbolaget Kreuger & Toll AB
I styrelsen för holdingbolaget ingick från början följande personer:
- Ivar Kreuger
- Ernst Kreuger[10]
- Paul Toll
- Nils Ahlström (född 1881)
- Erik Sjöström

Oscar Rydbeck kom att vara Kreuger & Toll AB:s huvudsakliga bankkontakt i Sverige från grundandet 1908 fram till 1932 och kom också att gå in som delägare i vissa delar av Kreugerkoncernen, bland annat i Kreugers dotterbolag i Tyskland, företaget Deutsche Kahneisengesellschaft, som leddes av hans arbetskollega från tiden i USA, Anders Jordahl. Byggbolaget under ledning av Paul Toll täckte de större kreditbehoven för olika byggprojekt genom holdingbolaget Kreuger & Toll AB men anlitade också banker som inte var kopplade till holdingbolaget som exempelvis Gotlandsbanken och Skaraborgsbanken.
Holdingbolaget Kreuger & Toll AB med det helägda holdingbolaget International Match Corporation (IMCO) med säte i New York kom under tidigt 1920-tal och fram till Ivar Kreugers död den 12 mars 1932 och Kreugerkraschen att dominera världsproduktionen av tändstickor. Företaget förvärvade parallellt majoritetsposter i en rad andra stora industriföretag i Sverige, däribland LM Ericsson, SKF, LKAB m.fl. Antalet anställda omfattande både holdingbolaget Kreuger & Toll AB respektive holdingbolaget IMCO i USA har inte presenterats (2008).
Summerat från 1908 kom ursprungligt startkapital på 10 000 kronor (motsvarande 450 000 kronor år 2007) att fram till 1932, exkluderat byggbolagets verksamhet, att ha genererat 151 miljoner i verkliga vinster (motsvarande 4 miljarder, år 2007) och 668 miljoner i utdelning och räntor (motsvarande 18,5 miljarder år 2007), en differens som kombinerat med den stora depressionen som inleddes under slutet av 1920-talet och Ivar Kreugers död i mars 1932, ledde till att stora delar av Kreuger & Toll-koncernen försattes i konkurs i maj 1932. Konkursutredningen var avslutad först 1941.

## Byggverksamheten
Inom några år från starten kom byggnadsfirman Kreuger & Toll att medverka vid flera stora byggprojekt, inte minst i Stockholm. Byggföretaget kom att bli ett av de större byggföretagen i Sverige.

### Ett urval av stora byggprojekt som uppfördes under ledning av Paul Toll
- Myrstedt & Stern (Myrstedts Matthörna) (1909) i korsningen Kungsgatan-Norrlandsgatan. Projektet var det första större hus där man använde de nya byggmetoderna med armerad betong som Ivar Kreuger hade hämtat från Amerika och färdigställdes på rekordtid.
- Stockholms stadion (1911-1912)
- Den komplicerade grundläggningen till Stockholms stadshus (1912-13), invigt midsommarafton 1923. Det 106 m höga tornet bärs upp av 8 st betongpelare med 5 m i diameter som står på berggrunden 11 m under markplan. Den övriga husgrunden vilar på armerade betongpålar med en sammanlagd längd på 20 000 m.
- Danvikshem (1912-15)
- Paul Tolls privata villa på Villagatan 10 (1915-16) med Edvard Bernhard som arkitekt, ett av få bostadsprojekt som Kreuger & Toll Byggnads AB var engagerade i.
- Villagatan 13, bostadshus ritat 1917 av Edvard Bernhard på uppdrag av Kreuger & Toll. De två översta planen utgjorde bostad åt Ivar Kreuger.
- Fastigheten på Biblioteksgatan i Stockholm där man samtidigt gjorde plats för biografen Röda Kvarn (c. 1915-16).
- NK-huset (1913-14) vid Hamngatan som öppnade 1915
- Vin & Spritcentralen i Stockholm (1921-22)
- Citypalatset vid Norrmalmstorg (1931-34) som uppfördes med Torsten Kreuger som byggherre.
- Telegrafhuset i Gävle.
- Esselte-huset (1928-34) mittemot Stockholms centralstation.
- Södersjukhuset (1937-44) i Stockholm

Företaget kom också att få order på ett antal stora kraftverks- och industrianläggningar och större byggnader utanför Stockholm i Sverige, i Norge och i Finland, bland annat:
- Sikfors kraftstation i Pite älv (c. 1909-12). Sikfors kraftverk förvärvades efter färdigställandet och blev företagets första industriinvestering utanför den egentliga byggbranschen.
- En stor industribyggnad i Notodden i Norge (1910)
- Holmens Bruks anläggning Hallsta pappersbruk i Hallstavik (1914-15). På den tiden Europas största pappersbruk.
- Holmens Bruks fabrik i Norrköping
- Östrands pappersmassafabrik i Timrå (1929-32)
- Ölands cementfabrik i Degerhamn
- Varkaus sulfatfabrik i Varkaus i Finland (1920).
- Baltiska teatern i Tallinn (1913-14)
- Hartmans varuhus i Vasa i Finland.

Vid ett flertal av dessa byggnadsprojekt fick företaget skriftliga beröm för hög kvalité och kort byggtid vilket gav företaget ett gott rykte i byggbranschen och därmed ett ökat antal order. Efter den komplicerade grundläggningen till Stockholms stadshus som var extra besvärlig och krävde omfattande pålning skrev Stadshusnämnden; Sedan mellan Stadshusnämnden och Eder uppgjort kontrakt av den 18 april 1912 nu är fullgjort 2 månader tidigare än kontraktet stadgar och då Edert arbete med den omfattande och delvis rätt svåra grundläggningen av nämndens kontrollant ingenjör H. Kreuger fått vitsordet att vara ett i allo omsorgsfullt och fackmässigt sätt utfört, så vill Stadshusnämnden härmed betyga Eder sitt erkännande för det sätt Ni fullgjort Edert åtagande. Den korta byggtiden förklarades till stor del av att de drev byggena i flerskift, såväl dag som natt, vilket inte var populärt bland kringboende.

### Byggprojekt i Ryssland
Kreuger & Toll hade även under en kort period mellan 1911 och 1916 verksamhet i Ryssland med ett kontor i Sankt Petersburg. Det ryskbaserade företaget tillkom genom att Kreuger & Toll under 1911 fick en chans att förvärva byggfirman Betongaktiebolaget Tre Kronor, ett företag som tidigare hade bedrivit byggverksamhet i Ryssland och som ägdes av Skånska Cementgjuteriet med Ernst Wehtje, K.A. Wallenberg och Marcus Wallenberg som huvudaktieägare. Kreuger & Toll kunde genom de ryska lagbestämmelserna inte bedriva byggverksamhet genom ett dotterbolag i Ryssland utan detta ordnades genom ett kommanditbolag där Ivar Kreuger endast stod som delägare men själv stod för finansieringen av hela rörelsen. Som delägare i det ryska bolaget ingick också Ludvig Nobel som blev en viktig partner genom Nobelfamiljens stora företagsintressen i Ryssland. I Ryssland uppförde företaget bland annat en fabriksbyggnad för ASEA i Jaroslav nordost om Moskva. Företaget avvecklades dock redan under 1916 efter att en schism uppstått internt i företaget och byggverksamheten i Ryssland kom definitivt att avbrytas 1917 i och med den ryska revolutionen som stängde dörren för svenska företagsetableringar för flera decennier framöver.

## Persongalleri

De personer som låg bakom grundandet av byggföretaget Kreuger & Toll 1908
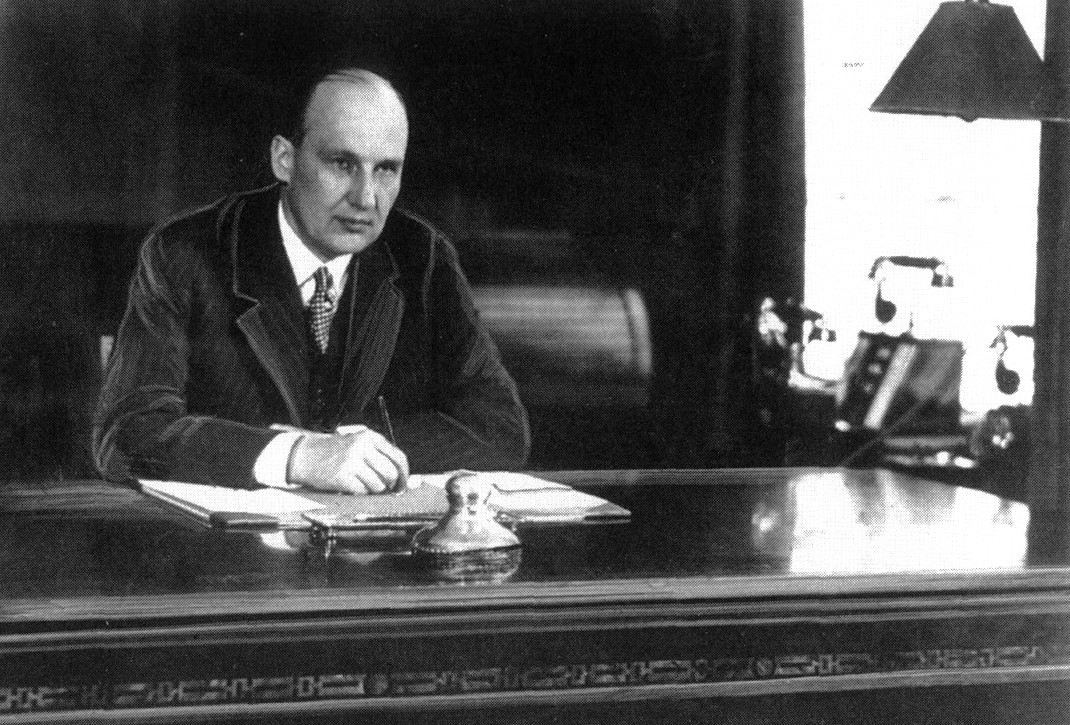
Ivar Kreuger (1880-1932).
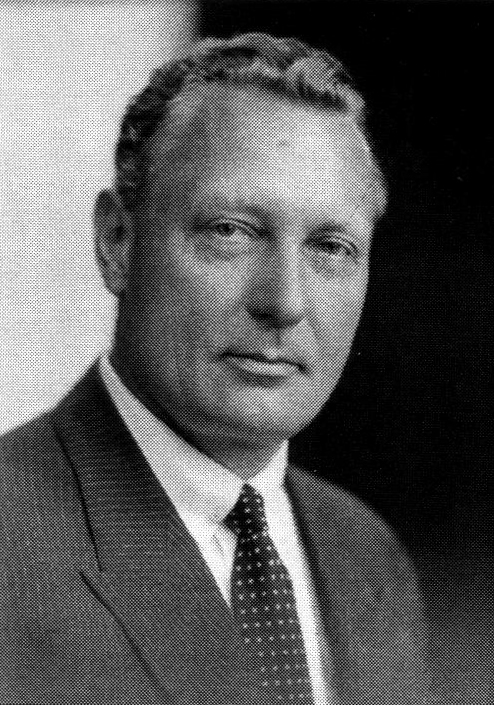
Paul Toll (1882-1946).
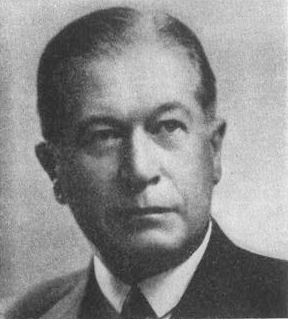
Henrik Kreüger (1882-1953).
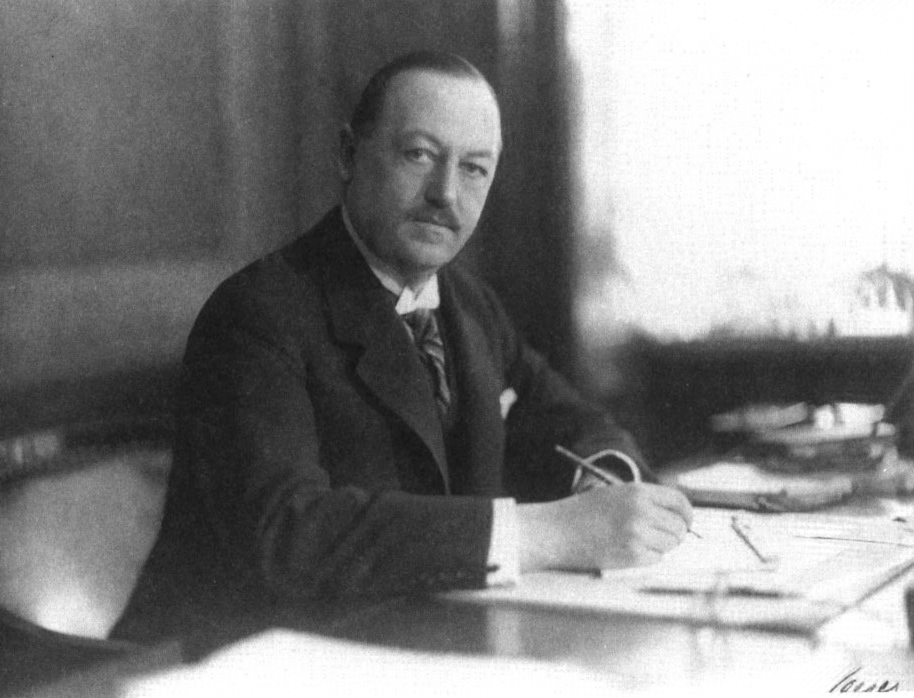
Oscar Rydbeck (1878-1951).